# Służebnik (prawo)
Służebnik – w prawie rzeczowym, podmiot uprawniony z tytułu służebności, właściciel nieruchomości władnącej. Ma prawo korzystać z nieruchomości obciążonej w sposób ograniczony treścią służebności. Do obowiązków służebnika należy utrzymywanie urządzeń potrzebnych do wykonywania służebności oraz wykonywanie służebności zgodnie z zasadą minimalizowania obciążeń.